# Robert Koldewey
Robert Koldewey (10. září,1855 Blankenburg – 4. února 1925, Berlín) byl německý archeolog a architekt, který objevil starobylé ruiny města Babylón.

## Životopis

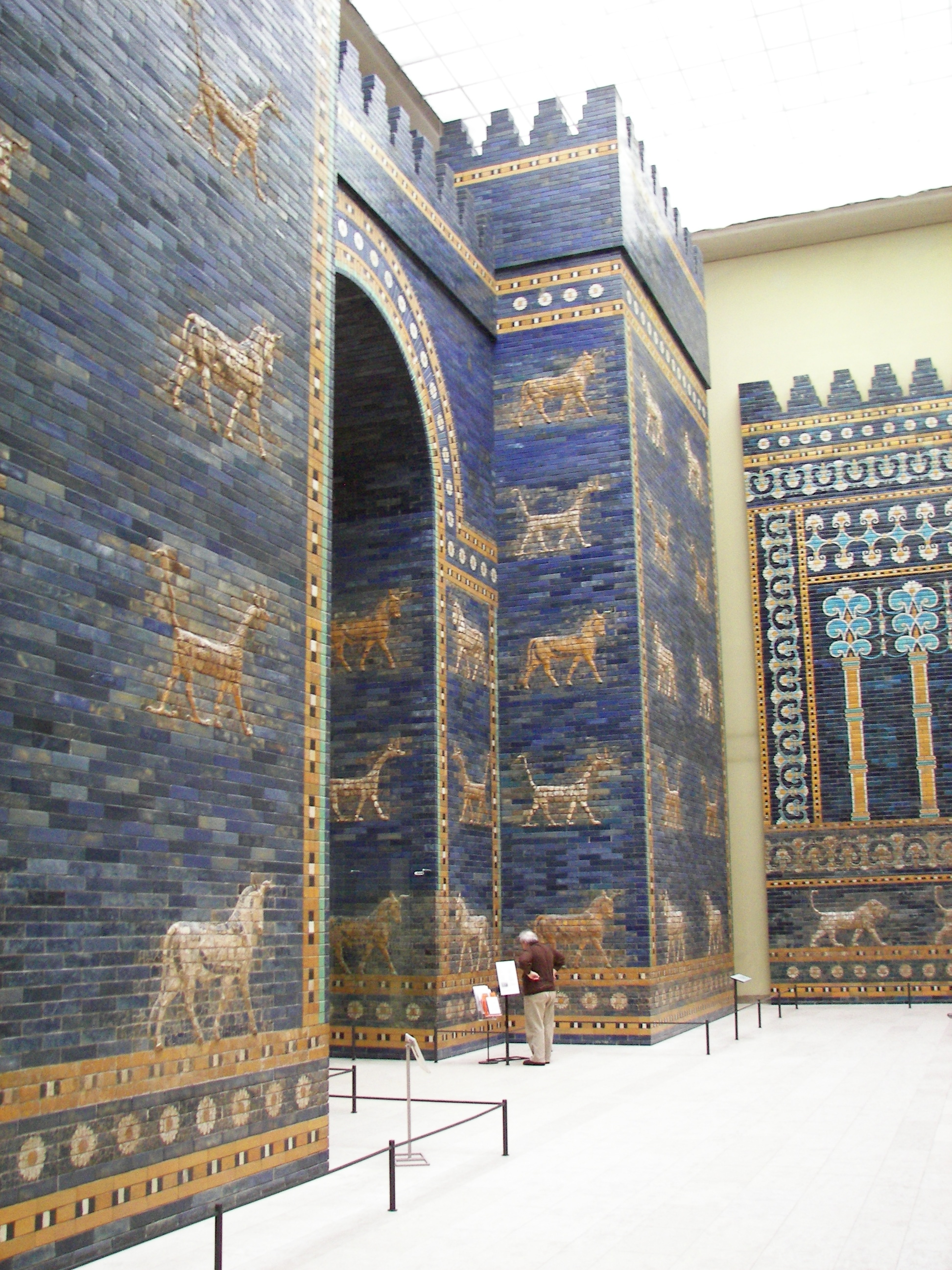
brána bohyně Ištar (Pergamon muzeum Berlín)

Otec Hermanm Koldewey byl celníkem v Blankerburgu, kde Robert prožil dětství. Potom byl otec přeložen do Braunschweigu a v roce 1869 se rodina přestěhovala do Altony. Robert zde navštěvoval místní gymnázium, které zakončil maturitou v roce 1875. Potom studoval architekturu, archeologii a dějiny umění na univerzitách v Berlíně, Mnichově a ve Vídni. Teorie ho však příliš nenadchla, a tak vzdělávací instituce opustil dřív, než získal titul. Pracoval na stavebním úřadě v Hamburku, ale více se zajímal o antické památky. V roce 1878 s přáteli podnikl cestu napříč Evropou až do Řecka. Tam se připojil k německé archeologické expedici.  Několik let pak trávil na různých archeologických nalezištích. Byl výborný kreslíř a jeho kresby starých chrámů a jiných staveb byly využity například pro publikaci o antických památkách ostrova Lesbos. V roce 1882 pomáhal při vykopávkách na místě starověkého města Assos (na území dnešního Turecka). Zúčastnil se archeologických expedicí v Mezopotámii (1887), jihovýchodním Turecku (1891 a 1894) a Sicílii (1892).  Více než jednotlivé nalezené artefakty ho však zajímalo celkové architektonické řešení starobylých měst a osad.
V roce 1894 se vrátil do rodné země, aby zde několik let učil architekturu na univerzitě ve východoněmeckém Zhořelci. Podle vlastní dokumentace a nákresů vytvořil model slavného chrámu v Paestu pro berlínské muzeum.  To mu v roce 1897 poskytlo prostředky pro vlastní expedici do Mezopotámie. Koldewey během dvou let prozkoumal sumerská a babylónská města Sippar, Nippur, Uruk, Larsu a Lagaš. Navštívil a popsal i města na severu Mezopotámie, například Samarru, Tikrit nebo Mosul. Zprávy s podrobnými popisy nálezů posílal do Berlína Německé orientální společnosti, založené v roce 1898. V prosinci 1898 ho po návratu do Německa přijal v Postupimi císař Vilém II. 

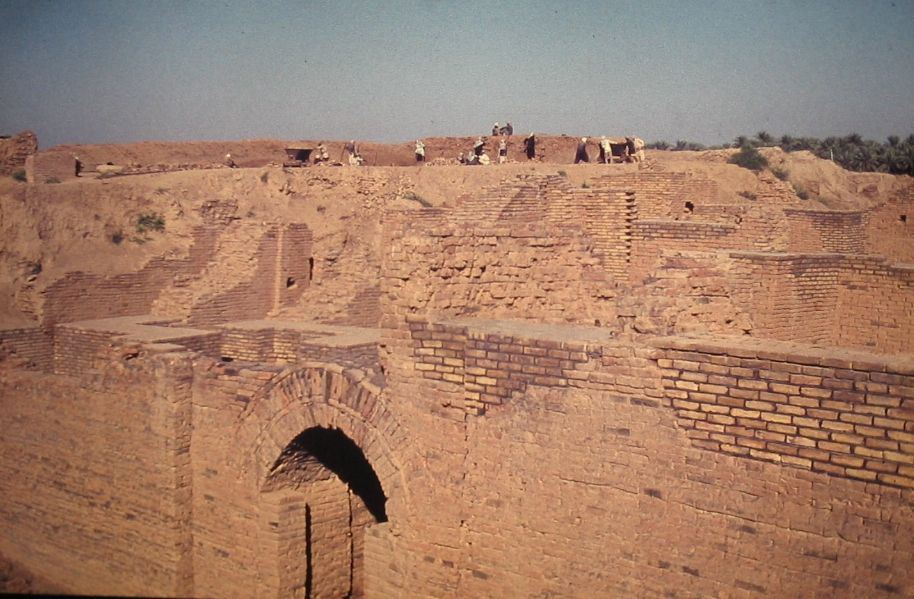
Babylonské vykopávky (1975)

Koldewey byl pověřen, aby jménem Německa našel starověký Babylón a začátkem roku 1899 přijel do Mezopotámie. Ještě netušil, že tu stráví celých 18 let svého života a během nich ruiny legendárního města opět spatří světlo světa. Vykopávky byly zahájeny na pahorku Kasr u arabských vesnic Hilla a Kovarješ v březnu téhož roku.  Koldewey měl úspěch hned na začátku, když narazil na obrovskou babylonskou zeď z cihel. Postupně vykopal město obehnané systémem hradeb, které byly široké až 7 metrů, měly více než 300 strážních věží a byly odděleny vodními příkopy. Některé výkopy šly až do hloubky 24 m.  Byly zde nalezeny také dva městské paláce krále Nebukadnezara I. a neobvyklá stavba s klenutými oblouky a zbytky studny s odvodňovacími šachtami. Hypotéza, že by se mohlo jednat o proslulé visuté zahrady Semiramidiny však nebyla prokázána.  
Zbytky nádherně modré Ištařiny brány nebo zikkuratu, stupňovité věže Etemenanki, zasvěcené babylonskému bohu Mardukovi – to vše znovu vstalo z prachu díky Robertu Koldeweyovi. Díky němu se tak svět dozvěděl, jak vypadala skutečná předloha pro biblickou babylonskou věž, kterou zrekonstruoval podle nalezených základů a historických popisů.  Vykopávky v Babylónu však v roce 1917 přerušila 1. světová válka a Koldewey se musel vrátit domů.
V Berlíně pracoval jako správce muzeí. Zůstal svobodný a bezdětný. O několik let později zemřel ve věku 69 let, aniž by se do místa, kde tolik triumfoval, ještě jednou vrátil. Náhrobek na hřbitově v Berlíně svým tvarem připomíná zikkurat.

## Ocenění
- 1910 – stříbrná Leibnizova medaile
- Pruský řád červené orlice IV. třídy
- Řád pruské koruny III. třídy

## Koldeweyova společnost
Koldeweyova společnost byla založena 25. června 1926 v Bambergu, rok po Koldeweyově smrti, na podnět archeologa Armina von Gerkan a existuje dodnes.

## Publikace
- Robert Koldewey: Die antiken Baureste der Insel Lesbos. Reimer, Berlin 1890.
- Robert Koldewey, Otto Puchstein: Die griechischen Tempel in Unteritalien und Sicilien. Asher, Berlin 1899
- Robert Koldewey: Die Tempel von Babylon und Borsippa: nach den Ausgrabungen durch die Deutsche Orient-Gesellschaft. Leipzig 1911
- Robert Koldewey: Das wieder erstehende Babylon. 4. erweiterte Auflage. Leipzig 1925
- Carl Schuchhardt: Heitere und ernste Briefe aus einem deutschen Archäologenleben. Robert Koldewey. G. Grote, Berlin 1925.